# Wienerwaldsee
Le Wienerwaldsee est un lac artificiel situé à 20 km à l'ouest de Vienne en Autriche.
Il est situé juste au nord de la principale autoroute du pays, l'autoroute A1 entre Tullnerbach et Neu-Purkersdorf. Il a été créé pendant trois ans, entre 1895 et 1897, en barrant le cours de la Vienne ce qui a rempli la vallée en amont. Les abords du lac sont une zone de conservation.
Sur la rive nord, près du seuil, se trouve la statue de Wilhelm Kress (en), un pionnier de l'aviation, qui a coulé dans le lac en testant un de ses prototypes.
La ligne ferroviaire de l'Ouest passe sur la rive nord du lac.

## Source
- (en) Cet article est partiellement ou en totalité issu de l’article de Wikipédia en anglais intitulé « Wienerwaldsee » (voir la liste des auteurs).